# 戸町村
戸町村（とまちむら）は、長崎県南部の長崎半島にあった村。西彼杵郡に属した。1898年（明治31年）に長崎市、西彼杵郡小ヶ倉村に編入した。現在の長崎市中央地区の一部にあたる。

## 地理
野母半島（長崎半島）の北部に位置する。
- 山：唐八景、鍋冠山、星取山、大久保山
- 河川：鹿尾川
- 港湾・海域：長崎湾、長崎港

## 沿革
江戸時代は大村藩領（安政年間以降は幕府領）の戸町村と佐賀藩深堀領の戸町村が存在した。当村は大村藩領（幕府領）の戸町村にあたる。
- 1889年（明治22年）4月1日 - 町村制施行により、西彼杵郡戸町村が単独村制にて発足。
  - 小ヶ倉村との組合村とし、村役場を当村に設置。
- 1898年（明治31年）10月1日  - 戸町村の一部（大浦郷・下郷・浪ノ平郷）が上長崎村、淵村の各一部[4]及び下長崎村の全域とともに長崎市に編入。同日、戸町村の残部（簑尾郷、上郷）が小ヶ倉村に編入し、自治体として消滅。

## 地名
郷を行政区域とする。戸町村は1889年の町村制施行時に単独で自治体として発足したため、大字は無し。
- 大浦郷
- 上郷
- 下郷
- 浪ノ平郷
- 簑尾郷

## 名所・旧跡
- 戸町番所跡[5]
- ソロバンドック（小菅修船場）[6]